# Sir Daniel Fortesque
(Gargoyle a Dan nel salone degli eroi)
Sir Daniel Fortesque è un soldato non-morto (sotto forma di scheletro vivente) protagonista della serie di videogiochi MediEvil. È uno scheletro vivente privo di un occhio e della mandibola il quale ha il compito di risvegliarsi dal suo sonno eterno ogni volta che la terra in cui giace viene minacciata dalle forze del male. Da MediEvil 2 in poi viene chiamato con l'abbreviativo Dan.
Nel 2012 è stato annunciato come personaggio giocabile nel gioco PlayStation All-Stars Battle Royale.
In occasione delle fortissime richieste gli sviluppatori hanno annunciato l'uscita per il 2019 di una versione per PS4.

## Storia

### MediEvil
"Tanto tempo fa, viveva nel regno di Gallowmere uno stregone chiamato Zarok. Uomo arrogante e spietato, Zarok odiava i suoi concittadini per i loro costumi semplici e pacifici. Decise quindi di radunare un esercito di demoni e partì alla conquista del regno. Il campione del Re, Sir Daniel Fortesque, capeggiò le milizie contro l'orda degli empi demoni. Ancora oggi il popolo canta ballate che raccontano di come guidò la carica contro la schiera maledetta, di come i demoni cadevano ai suoi piedi come spighe di fronte alla falce, e di come alla fine, benché ferito a morte, annientò lo stregone. Fortesque entrò nella storia quel giorno come l'eroe di Gallowmere, le sue gesta inaugurarono un periodo di pace che sarebbe durato cent'anni... fino a quando lo stregone tornò...": queste sono le meravigliose storie che i menestrelli raccontavano su Fortesque e narrano che fosse stato lui ad uccidere Zarok a costo della vita. Ma Daniel in realtà era diventato campione solo per la sua simpatia con il Re Pellegrino con cui abbindolava raccontandogli di grandi imprese da lui compiute.
Egli non sapeva nulla su una battaglia, ed era morto colpito dalla prima freccia alla prima carica. Cento anni dopo, Zarok tornò più potente che mai e usò le sue nuove conoscenze per oscurare il cielo trasformando Gallowmere in un luogo di malvagità e follia. Rubò le anime degli abitanti del regno per ampliare i suoi poteri ed evocare i più terribili demoni che dalla notte dei tempi attendono di essere liberati dalle loro prigioni di roccia e risvegliò gli antenati degli abitanti, trasformandoli in zombi.

Tra i morti riportati in vita al cimitero, Zarok risveglia involontariamente la salma di Sir Daniel Fortesque. Il capitano della guardia reale riceve così una nuova possibilità per sconfiggere lo stregone e salvare il suo regno, possibilità che non ha avuto in vita.
Alla fine Sir Daniel riesce a sconfiggere Zarok riuscendo ad acquistare onore e gloria che in vita non aveva ottenuto. Dopo la sconfitta dello stregone, Sir Daniel ritorna nella sua cripta e ritorna nel regno dei morti per continuare il suo eterno riposo e con la consapevolezza di aver salvato il mondo.
(Un gargoyle a Sir Daniel, nel livello il ritorno al cimitero)

### MediEvil: Resurrection
La trama di MediEvil: Resurrection è identica a quella di MediEvil, presentando alcune differenze infatti in questa avventura Sir Daniel è accompagnato da un genio che abita nel suo teschio di nome Al-Zalam.

### MediEvil 2
500 anni dopo a Londra (XIX secolo) un individuo di nome Lord Palethorn aveva trovato e usato la magia del Libro degli Incantesimi di Zarok per mutarsi in demone e risvegliare i morti della città con lo scopo di conquistare il mondo. Spetterà ovviamente a Dan, che era tenuto in un museo a Londra e che viene anche questa volta resuscitato dalla stessa magia, il compito di fermare il demone. Sconfitto Lord Palethorn, Dan usò la Macchina del tempo costruita dall'amico Hamilton Kift, per ritornare nella passata era del regno di Gallowmere con la compagna Kiya (una mummia egizia), ma Lord Palethorn fa il suo ritorno a causa di un errore spazio-temporale, questa volta con le sembianze del drago in cui si era tramutato Zarok nello scontro finale del primo capitolo della saga.
Nonostante il finale completamente aperto, non è stato prodotto alcun seguito. Esiste un finale alternativo (per "sbloccarlo" basta non prendere tutti i Calici delle Anime) in cui Daniel e Kiya tornano nel museo di Londra ed insieme si addormentano nella tomba, dove precedentemente riposava Kiya, riposando in pace ed andando (presumibilmente) nel Salone degli Eroi.

### MediEvil: Fate's Arrow
Nel 2019 venne pubblicata una versione a fumetti di Medievil, i cui eventi si svolgono dopo quelli di Medievil 2.
A Cambridge, nei giorni moderni, un misterioso signore coperto di bende al viso incontra la professoressa Darrow, una studiosa che ha fatto molte ricerche riguardanti Sir Daniel Fortesque. Alla richiesta di ciò che accadde dopo gli eventi di Medievil 2, la professoressa gli spiega che questa domanda purtroppo non è riuscita ad avere una risposta concreta. Ma il misterioso signore, sorprendentemente, le spiega che la macchina del tempo del professor Kift, che tutti credevano scomparsa, in realtà era stata usata da Sir Daniel e dalla principessa Kiya. Ma, forse per via di un difetto della macchina o perché il tempo non era stato settato correttamente, i due erano stati separati e ritrovati in luoghi temporanei diversi.
Sir Daniel Fortesque finisce nel 1286 e si imbatte nel se stesso del passato, di cui si scopre essere il braccio destro del re Pellegrino. Si imbatterà poi in Tim l'Astuto e, dopo aver tramortito il Sir Daniel del passato e indossato la sua armatura, insieme sconfiggeranno il Jabberwocky (mostro già comparso in Medievil) con la spada magica di Dirk il Leale. Verrà però scoperto e catturato da Zarok, il quale ordina ai suoi sgherri di ridurlo in polvere; per fortuna verrà salvato da Lupo, il cane del Sir Daniel passato. Ora dovrà ritornare più avanti nel tempo, ma l'unico modo per farlo è reincarnarsi nel se stesso del passato e dovrà prendere tre oggetti (un pezzo di pelle del Sir Daniel del passato, un osso dal Sir Daniel presente e del vero amore, ovvero quello di Kiya); grazie a Griff e a Noreen riuscirà ad entrare in un tempio egizio, dove ritroverà dentro un sarcofago la principessa Kiya che, tramite una lettera, gli spiegherà di aver affrontato uno stregone e di aver chiesto al Grande Prete un rituale di eterno riposo, ma prima di iniziare aveva incontrato una fata blu (presumibilmente Griff o Noreen) che le aveva detto che Sir Daniel potrebbe aver bisogno del suo aiuto. Lei gli ha lasciato un piccolo cofanetto e un regalo. Dopo essere ritornato a Gallowmere, Sir Daniel scopre che Tim, Griff e Noreen avevano portato con loro il Sir Daniel del passato ipnotizzato e di aver chiamato la strega Wartilda per aiutarli; poco prima dell'inizio dell'incantesimo Sir Daniel affronterà Zarok e i suoi zombi rievocati un'ultima volta e riuscirà a farsi sfregare la pozione intorno al suo corpo e a quello del Sir Daniel del passato, in modo che potrà reincarnarsi nel se stesso del passato. Gli eventi che proseguiranno poi seguiranno quelli dell'inizio di Medievil.
Si ritorna ai tempi moderni, dove la professoressa Darrow chiede come sia stato possibile tutto questo. A questo punto il misterioso signore, tolte le bende al viso, si rivela per quello che è: il vero Sir Daniel Fortesque con il regalo di Kiya, che non è altro che una "protesi" del suo occhio mancante, ma come accennato nella lettera esso è dotato di immensi e misteriosi poteri. Come ultima cosa viene lascito la parola Fine? Indicando che le avventure di Sir Daniel, non sono finite.

## Caratteristiche

### MediEvil
Nel primo capitolo della saga non si fa quasi riferimento al suo aspetto. Si accenna solamente che fosse un uomo di bell'aspetto e, data l'agilità, anche molto atletico. A Daniel, prima semplice soldato (da qui la sua abilitá con le armi) viene dato il titolo di capitano delle guardie probabilmente per aver smascherato casualmente Zarok con le sue innocenti domande (come descritto nel diario dello stregone). Nella battaglia contro quest'ultimo però morí ancora prima di combattere colpito all'occhio da una freccia vagante. Nel remake per PS4  è dichiarato infine che Daniel, quando era in vita, era un uomo molto affascinante, con i capelli corvini e gli occhi azzurri. Era anche, però, un fallito, un imbroglione, un codardo e un totale cascamorto e che spesso raccontava storie inventate per fare colpo sulle ragazze e sul re Pellegrino. Quando Zarok era ancora il mago di corte al castello del re Pellegrino, spesso Daniel quando lo vedeva, gli faceva domande invadenti su cosa volesse fare con i cadaveri che si portava in laboratorio.

### MediEvil Resurrection
Dan è il Comandante della Guardia Reale  alla corte del Re Pellegrino, e viene successivamente messo alla guida dell'esercito del regno alla vigilia della guerra contro Zarok, pur non avendo conseguito un'esperienza militare. Il cavaliere, che non aveva mai combattuto in vita sua ed era abbastanza timoroso, perisce nell'assalto codardamente mandando i suoi compagni a combattere. Ciononostante, in entrambi i capitoli quando Dan viene resuscitato e gli viene offerta una possibilità per riscattarsi e salvare Gallowmere, in azione riesce a destreggiarsi con molte armi dalle lame ai martelli, fino alle armi da fuoco (probabilmente essendo un nobile, da giovane aveva avuto modo di conoscere le armi, dimostrando anche una certa attitudine, ma a causa della sua pigrizia, non si era mai addestrato a dovere).
Dan appare come un personaggio dal carattere mite e goffo, a tratti comico nelle sue maniere impacciate. Essendo stato uno sbruffone ed un abile imbonitore quando era un cortigiano di corte, ha un temperamento talvolta ironico quando interagisce soprattutto con i nemici e non di rado si rivela spesso divertente nelle sue azioni durante l'avventura.
Apparendo totalmente coperto dall'armatura, è difficile determinare quale potesse essere stato l'aspetto fisico di Dan in vita. Le dimensioni della sua armatura e della sua statura suggeriscono che il cavaliere fosse stato un uomo alto e dalla corporatura ginnica. Dan è il classico non morto completamente scheletrito: il suo cranio è lievemente deformato e asimmetrico, e possiede solo l'occhio destro, di colore castano: quest'ultimo dettaglio è dovuto al fatto che fu ucciso da una freccia che lo colpì nell'occhio sinistro, scagliata da Lord Kardok (in Medievil Resurrection), il campione di Zarok a quei tempi ancora in vita. L'arcata dentale superiore del teschio presenta sette denti (successivamente solo sei in Medievil 2). La mandibola è andata ormai perduta, pertanto Dan può comunicare solo attraverso versi, riuscendo molto raramente a biascicare parole a senso compiuto.

## Forme e costumi
Daniel nei diversi giochi per un motivo o per l'altro assume diverse sembianze per completare diverse missioni o acquisire determinati poteri.

### InMediEvil
- Rimpicciolito: Dan viene rimpicciolito dalla strega buona della foresta incantata per entrare nel formicaio e prelevare i pezzi d'ambra per la sua pozione.
- Armatura di Drago: è una delle forme più forti di Dan che indossando l'armatura di drago acquisisce l'abilità di sputare fuoco e diventa immune al calore. È combinabile con uno scudo.

### InMediEvil Resurrection
- Costume da pirata: Dan indossa questo costume per imbarcarsi a "Porto Scorbuto".
- Armatura di drago: è una delle forme più forti di Dan che indossando l'armatura di drago acquisisce l'abilità di sputare fuoco e diventa immune al calore. È combinabile con uno scudo

### InMediEvil 2
- Testa: la testa di Dan viene messa in particolari punti allo scopo di risolvere dei rompicapo. Si può passare in tal modo dalla testa al corpo o il contrario.
- Octo-Dan: Dan momentaneamente privo di testa verrà controllato dai mostri verdi (Octomators) che lo indurranno a colpirsi da solo.Più è forte l'arma di Dan maggiore sarà il danno inflittogli. Il giocatore per liberarsi dovrà schiacciare ripetutamente doppia x per scappare.
- Dankestein: la testa di Dan viene messa a controllo dell'enorme mostro Dankestein per contrastare l'automa "Iron Slugger". In queste vesti la forza e la resistenza di Dan si accrescono grandemente ma la sua agilità e velocità si riducono.
- Mano Zombie: la testa di Dan viene posta su una mano per raggiungere aree altrimenti inaccessibili. Il fatto di poter passare dalla testa al corpo e viceversa la rende estremamente utile.
- Costume da signore: Dan vestirà questi panni per sfuggire al coprifuoco di Whitechapel ed entrare nel club privato dove è andata Kiya.
- Costume da re dei Mullock: Dan, rubata la pietra del tempo prenderà le sembianze del re dei Mullock per ritornare alla macchina del tempo richiamando una barca. In queste vesti si otterrà inoltre il fulmine del bene, utile per ripristinare l'energia di Kiya nella lotta con "Lo squartatore".
- Armatura dorata: è frutto della fusione tra il Dan del passato e quello del futuro mediante l'utilizzo della macchina del tempo formando un nuovo Daniel Fortesque. È una delle forme più forti di Dan in quanto l'armatura dorata gli offre una protezione superiore a quella dello scudo d'oro senza nemmeno aver bisogno di parare,senza contare che può essere ricaricata dal mercante. Inoltre si può combinare con un'arma addizionale e con uno scudo.

## Apparizioni in altri giochi
Sir Daniel è anche un personaggio giocabile nel gioco sportivo Everybody's Golf 2 e nel gioco di combattimento PlayStation All-Stars Battle Royale. Inoltre, in Wipeout Pure, gioco di lancio della console PSP, c'è una nave in stile Medievil disegnata dal team di sviluppo di MediEvil ovvero Sony Cambridge. Inoltre il gioco PlayStation 2 Ghosthunter, progettato anch'esso da SCE Cambridge Studio, fa un riferimento a Sir Daniel tramite il nome del Colonnello Fortesque, oltre a contenere riferimenti a paesaggi della serie Medievil.